# Kornwestheim
Kornwestheim è una città tedesca di 34 130 abitanti, situata nel Land del Baden-Württemberg. Si fregia del titolo di grande città circondariale (Große Kreisstadt).

## Amministrazione

### Gemellaggi
Kornwestheim è gemellata con:
- Villeneuve-Saint-Georges, dal 1960[2]
- Eastleigh, dal 1978[3]
- Weißenfels, dal 1990[4]
- Kimry, dal 1991[5]